# Ramphotyphlops supranasalis
Ramphotyphlops supranasalis är en ormart som beskrevs av Brongersma 1934. Ramphotyphlops supranasalis ingår i släktet Ramphotyphlops och familjen maskormar. Inga underarter finns listade i Catalogue of Life.
Denna orm förekommer endemisk på ön Salawati väster om Nya Guinea. Den lever i låglandet. Ramphotyphlops supranasalis gräver i lövskiktet och i det översta jordlagret. Honor lägger ägg.
Inget är känt angående populationens storlek och möjliga hot. IUCN listar arten med kunskapsbrist (DD).